# Åsunden
Åsunden è un lago della Svezia, situato nella contea di Västra Götaland, al confine con i comuni di Ulricehamn, Borås e Tranemo. Ha una superficie di 34 chilometri quadrati ed è attraversata dal fiume Ätran. Localmente è famosa perché sulle sue acque giacciate si combatté la battaglia di Bogesund nel 1520.